# SIVA1
SIVA1‏ (SIVA1 apoptosis inducing factor) هوَ بروتين يُشَفر بواسطة جين SIVA1 في الإنسان.